# Tagula (wyspa)
Tagula (także Sud-est lub Vanatinai) – wyspa wulkaniczna, największa w archipelagu Luizjady należącym do Papui-Nowej Gwinei. Leży na Oceanie Spokojnym, 280 km na południowy wschód od Nowej Gwinei. Tak jak i cały archipelag wchodzi w skład prowincji Milne Bay. Jest otoczona rafą koralową.
Powierzchnia wyspy wynosi 805 km² (80 × 24 km). Najwyższym wzniesieniem jest Mount Riu (806 m n.p.m.). Wyspę zamieszkuje około 4400 osób, głównie Papuasów.
Pierwszym Europejczykiem, który do niej dotarł, był prawdopodobnie Luis Váez de Torres w 1606 roku.